# Asemum australe
Asemum australe là một loài bọ cánh cứng trong họ Cerambycidae.